# Brandon (Vermont)
Brandon es un pueblo ubicado en el condado de Rutland en el estado estadounidense de Vermont. En el año 2010 tenía una población de 3.966 habitantes y una densidad poblacional de 38 personas por km².

## Geografía
Brandon se encuentra ubicado en las coordenadas 43°47′53″N 72°05′15″O / 43.79806, -72.08750.

## Demografía
Según la Oficina del Censo en 2000 los ingresos medios por hogar en la localidad eran de $35,810 y los ingresos medios por familia eran $42,455. Los hombres tenían unos ingresos medios de $27,949 frente a los $22,576 para las mujeres. La renta per cápita para la localidad era de $20,516. Alrededor del 11.2% de la población estaban por debajo del umbral de pobreza.